# What Are Words
"What Are Words" är en sång skriven av Rodney Jerkins, Andre Lindal och Lauren Christy, framförd av den amerikanske sångaren Chris Medina. Låten släpptes den 15 februari 2011, dagen efter att Medina åkt ut ur tävlingen American Idol.
Låten är en hyllning till Medinas fästmö som varit med om en bilolycka och där fått en hjärnskada som förändrat hennes och hennes familj liv i grunden. Låtens budskap är: "... vad betyder ord om man egentligen inte menar dem när man säger dem? Vad vore jag för en kille om jag skulle lämna dig nu när du behöver mig som mest...?"
Låten är även insjungen på cd:n "Idol 2011" med Linni Barresjö.

## Listplaceringar
| Hitlista (2011)             | Högsta position |
| --------------------------- | --------------- |
| Norge (VG-lista)            | 1               |
| Sverige (Sverigetopplistan) | 1               |
| US Billboard Hot 100        | 83              |